# Mark Ingram junior
Mark Ingram Jr. (Hackensack, 21 december 1989) is een Amerikaans American football-Running back, Hij speelt momenteel in de NFL bij de New Orleans Saints. Ingram studeerde aan de universiteit van Alabama waar hij in 2009 de Heisman Trophy won. Ingram werd in 2011 als 28e gekozen in de draft.

## Jeugd
Ingram werd geboren in Hackensack, zijn vader Mark Ingram Sr. is een voormalig Wide receiver en speelde 9 jaar lang in de NFL bij verschillende teams. Ingram studeerde tijdens zijn freshman, sophomore en junior jaren aan de Grand Blanc Community middelbare school in Grand Blanc, Michigan, in zijn laatste jaar ging hij naar een andere school namelijk de Flint Southwestern Academy in Flint, Michigan. In al zijn vier jaren op de middelbare school was hij de startende runningback, tijdens zijn laatste 2 jaar op de middelbare school verzamelde hij 2,546 rushing yards en 38 touchdowns.

## Universitaire carrière
Ingram studeerde aan de universiteit van Alabama waar hij football speelde voor de Alabama Crimson Tide van 2008 tot 2010.
In zijn freshman seizoen was hij de back-up van Glenn Cofee. Ingram werd vaak ingezet bij doellijn situaties en scoorde dus veel touchdowns, hij scoorde in 2008 12 touchdowns, hiermee verbrak hij het freshman record.
In zijn sophomore seizoen werd Ingram de startende runningback. In de eerste wedstrijd van het seizoen had hij 150 rushing yards en scoorde hij 2 touchdowns (1 rushing, 1 receiving). Ingram had in zijn sophomore seizoen meerdere wedstrijden met 100+ yards rushing. In een wedstrijd tegen de Florida Gators had Ingram 113 rushing yards en 3 touchdowns, tijdens deze wedstrijd verbrak hij Bobby Humphrey's single-season rushing record, Ingram had dat seizoen 1,542 rushing yards.
Op 12 december 2009, won Ingram de Heisman Trophy met een zeer minimaal verschil in stemmen, het was het meest minimale verschil in de 75-jarige historie van de award. Ingram was Alabama's eerste Heisman winnaar, de derde achtereenvolgende sophomore die de trofee in ontvangst mocht nemen, en de eerste running back sinds Reggie Bush die de prijs won. Op dat moment was Ingram 19 jaar en 356 dagen oud, hiermee werd hij de jongste winnaar ooit (later verbroken door Jameis Winston en Lamar Jackson).
Op 7 januari 2010, versloeg Alabama de Texas Longhorns met een score van 37–21 om het nationale kampioenschap te winnen. Ingram werd uitgeroepen tot Offensive MVP nadat hij 116 rushing yards en 2 touchdowns had verzameld uit 22 pogingen. In het 2009 seizoen had Ingram 1,658 rushing yards en 17 touchdowns, ook had hij 334 receiving yards en 3 touchdowns.
Ingram's junior seizoen liep moeizamer dan verwacht, hij raakte geblesseerd aan zijn knie en moest geopereerd worden, hij keerde terug in de wedstrijd tegen de Duke Blue Devils, in die wedstrijd had hij 151 yards en scoorde hij 2 touchdowns. Ingram beeindigde zijn junior seizoen met 875 yards en 13 touchdowns, ook had hij nog een 282 yards receiving en een touchdown. Op 6 januari 2011 kondigde Ingram aan om zijn senior seizoen te laten voor wat het was en zich verkiesbaar te stellen voor de 2011 NFL Draft.

### Universitaire statistieken
| Year   | GP–GS | Rushing | Rushing | Rushing | Rushing | Rushing | Rushing | Rushing | Rushing | Receiving | Receiving | Receiving | Receiving | Receiving | Receiving | Kick Returns | Kick Returns | Kick Returns | Kick Returns | Kick Returns |
| Year   | GP–GS | Att     | Gain    | Loss    | Net     | Avg     | TD      | Long    | Avg/G   | Rec       | Rec–Yards | Avg       | TD        | Long      | Avg/G     | No.          | Yards        | Avg          | TD           | Long         |
| ------ | ----- | ------- | ------- | ------- | ------- | ------- | ------- | ------- | ------- | --------- | --------- | --------- | --------- | --------- | --------- | ------------ | ------------ | ------------ | ------------ | ------------ |
| 2008   | 14–0  | 143     | 743     | 15      | 728     | 5.1     | 12      | 40      | 52.0    | 7         | 54        | 7.7       | 0         | 27        | 3.9       | 1            | 26           | 26.0         | 0            | 26           |
| 2009   | 14–13 | 271     | 1,678   | 20      | 1,658   | 6.1     | 17      | 70      | 118.4   | 32        | 334       | 10.4      | 3         | 69        | 23.9      | 0            | 0            | 0            | 0            | 0            |
| 2010   | 13–11 | 158     | 903     | 28      | 875     | 5.5     | 13      | 54      | 67.3    | 21        | 282       | 13.4      | 1         | 78        |           | 0            | 0            | 0            | 0            | 0            |
| Career | 41-24 | 572     | 3,324   | 63      | 3,261   | 5.7     | 42      | 70      | 84.3    | 60        | 670       | 11.2      | 4         | 78        | 17.2      | 2            | 45           | 22.5         | 0            | 26           |

## Professionele carrière
Ingram werd als 28e gekozen in de NFL draft door de New Orleans Saints. Ingram tekende een vier-jarig contract waarmee hij 7 miljoen dollar zou gaan verdienen.
Op 12 augustus 2011 scoorde hij zijn eerste touchdown in de NFL.

### NFL statistieken
| Season | Team               | Games | Games | Rushing | Rushing | Rushing | Rushing | Rushing | Receiving | Receiving | Receiving | Receiving | Receiving | Fumbles | Fumbles |
| Season | Team               | GP    | GS    | Att     | Yds     | Avg     | Lng     | TD      | Rec       | Yds       | Avg       | Lng       | TD        | FUM     | Lost    |
| ------ | ------------------ | ----- | ----- | ------- | ------- | ------- | ------- | ------- | --------- | --------- | --------- | --------- | --------- | ------- | ------- |
| 2011   | New Orleans Saints | 10    | 4     | 122     | 474     | 3.9     | 35T     | 5       | 11        | 46        | 4.2       | 9         | 0         | 1       | 1       |
| 2012   | New Orleans Saints | 16    | 5     | 156     | 602     | 3.9     | 31      | 5       | 6         | 29        | 4.8       | 16        | 0         | 0       | 0       |
| 2013   | New Orleans Saints | 11    | 3     | 78      | 386     | 4.9     | 34      | 1       | 7         | 68        | 9.7       | 23        | 0         | 0       | 0       |
| 2014   | New Orleans Saints | 13    | 13    | 226     | 964     | 4.3     | 31      | 9       | 29        | 145       | 5.0       | 14        | 0         | 3       | 1       |
| 2015   | New Orleans Saints | 12    | 10    | 166     | 769     | 4.6     | 70      | 6       | 50        | 405       | 8.1       | 59        | 0         | 2       | 1       |
| 2016   | New Orleans Saints | 16    | 14    | 205     | 1,043   | 5.1     | 75T     | 6       | 46        | 319       | 6.9       | 22        | 4         | 2       | 2       |
| 2017   | New Orleans Saints | 16    | 13    | 230     | 1,124   | 4.9     | 72      | 12      | 58        | 416       | 7.2       | 54        | 0         | 3       | 3       |
| 2018   | New Orleans Saints | 12    | 6     | 138     | 645     | 4.7     | 38      | 6       | 21        | 170       | 8.1       | 28T       | 1         | 3       | 1       |
|        | Total              | 78    | 51    | 953     | 4,238   | 4.4     | 75      | 32      | 149       | 1,012     | 6.8       | 59        | 4         | 8       | 5       |